# New Bedford Manufacturing Company
New Bedford Manufacturing Company war ein US-amerikanischer Hersteller von Fahrzeugen.

## Unternehmensgeschichte
Das Unternehmen wurde 1902 in New Bedford in Massachusetts gegründet. George W. Cary, U. E. Collette, J. B. Gregoire und J. C. Thuot waren daran beteiligt. Die Fabrik befand sich an der Bowditch Street 105 im gleichen Ort. Sie begannen mit der Produktion von Automobilen. Der Markenname lautete New Bedford. Im gleichen Jahr endete die Produktion. Insgesamt entstanden mindestens zwei Fahrzeuge.

## Fahrzeuge
Geplant war die Produktion von Personenkraftwagen und Motorrädern. Ob tatsächlich Zweiräder gefertigt wurden, bleibt unklar.